# Trevor Noah

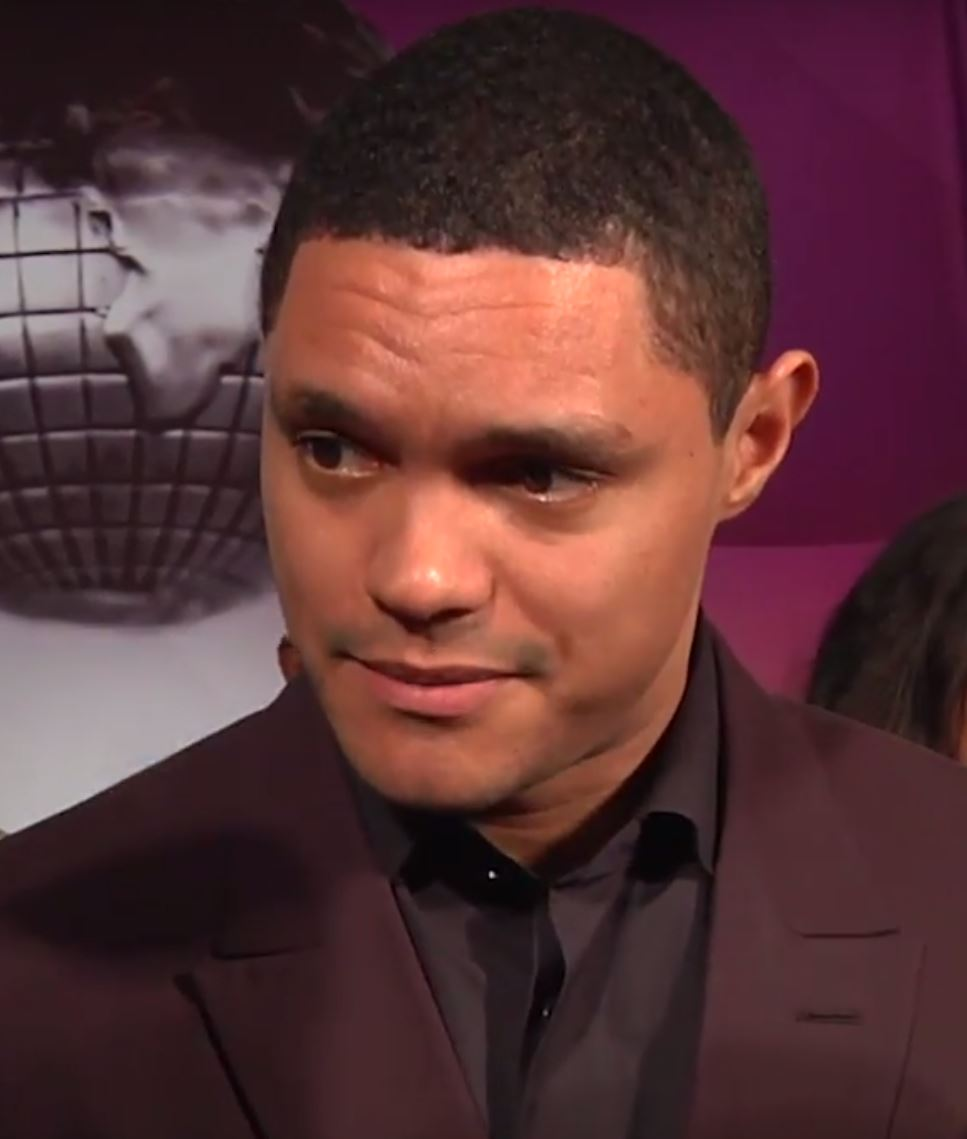
Trevor Noah (2017).

Trevor Noah (Johannesburg, 20 febbraio 1984) è un conduttore televisivo, attore e comico sudafricano.

## Biografia
Noah è poliglotta, parla inglese, tedesco, xhosa, zulu, sotho, tswana, tsonga, afrikaans. Trevor Noah è figlio di Robert Noah, svizzero-tedesco, noto chef e imprenditore che aprì il primo ristorante multi etnico a Johannesburg, e Patricia Nombuyiselo Noah, sudafricana di origini Xhosa. La madre e Trevor vennero perseguitati per le leggi sull'apartheid, che vietavano i matrimoni misti in Sudafrica all'epoca della sua nascita.
Il 6 gennaio del 2012 Noah è diventato il primo cabarettista sudafricano a comparire nel The Tonight Show. Nel maggio 2013 è stato il primo ad intervenire nel Late Show presentato da David Letterman. A dicembre del 2014 è diventato un collaboratore ricorrente del The Daily Show. A marzo del 2015 Comedy Central ha annunciato che Noah avrebbe preso il posto di Jon Stewart come conduttore del The Daily Show, iniziando ufficialmente il 28 settembre dello stesso anno. Dal 2015 al 2018 Trevor è stato fidanzato con la modella e cantante americana Jordyn Taylor.
Nel gennaio 2016 Noah ha firmato un contratto con Spiegel & Grau e il 15 novembre dello stesso anno è stato pubblicato il suo libro, Born a Crime, accolto favorevolmente dai principali recensori di libri statunitensi. Nel libro la figura della madre ha un ruolo centrale. Il libro è diventato un bestseller ed è stato menzionato tra i migliori libri dell'anno da The New York Times, Newsday, Esquire, NPR e Booklist. Nell'aprile 2018, ha fondato la Trevor Noah Foundation come organizzazione no profit con sede a Johannesburg che fornisce sostegno agli orfani e ai giovani più disagiati. Nel 2018 la rivista Time lo ha inserito tra le cento persone più influenti al mondo.
Nel 2023 è stato insignito del prestigioso Premio Erasmo.

## Influenze
Lo stile comico di Noah vede l’influenza di Richard Pryor, Bill Cosby e Eddie Murphy. Ha riconosciuto debiti anche nei confronti di Chris Rock, Dave Chappelle e Jon Stewart. Nei confronti di quest’ultimo, ha sempre riconosciuto la grandissima libertà concessagli ai tempi del Daily Show, di fondamentale importanza per sviluppare quello che in futuro sarà il suo stile comico, fatto di continui riferimenti alla sua infanzia a Soweto e di observational comedy su questioni razziali ed etniche.
Molti sono i comici e le comiche influenzati dal lavoro di Noah, tra cui Michelle Wolff, Jordan Klepper e Hasan Minhaj.

## Opere
- 2016 - Born a Crime: Stories from a South African Childhood, Random House, trad. Andrea Carlo Cappi, Nato fuori legge, Ponte alle Grazie (2019) ISBN 978-0399588174
- 2018 - The Donald J. Trump Presidential Twitter Library Spiegel & Grau. ISBN 978-1984801883.

## Filmografia parziale

### Film
| Anno | Titolo                         | Ruolo        | Note         |
| ---- | ------------------------------ | ------------ | ------------ |
| 2011 | You Laugh But It's True        | Sé stesso    | Documentario |
| 2011 | Taka Takata                    | Pilo         |              |
| 2012 | Mad Buddies                    | Bookie       |              |
| 2018 | Black Panther                  | Griot (voce) |              |
| 2022 | Black Panther: Wakanda Forever | Griot (voce) |              |

### Televisione
- Isidingo, (2002)
- The Amazing Date (2008)
- Trevor Noah: The Daywalker (2009)
- Tonight with Trevor Noah (2010-2011)
- Trevor Noah: Crazy Normal (2011)
- Stand-up special (2012)
- Trevor Noah: That's Racist (2012)
- Comedy Central Roast of Steve Hofmeyr (2012)
- Gabriel Iglesias Presents Stand Up Revolution (2012)
- Trevor Noah: African American (2013)
- Trevor Noah: It's My Culture (2013)
- QI (2013)
- Live at the Apollo (2013)
- Trevor Noah: NationWILD (2014)
- 8 Out of 10 Cats Does Countdown (2014)
- The Daily Show with Jon Stewart (2014-2015)
- Red Nose Day 2015 (2015)
- The John Bishop Show (2015)
- Would I Lie to You (2015)
- The Daily Show with Trevor Noah (2015-)
- Trevor Noah: Lost in Translation (2015)
- Trevor Noah: Afraid of the Dark (2017)
- Nashville (2017)
- Trevor Noah: Son of Patricia (2018)